# Stanislaw Kazuro
Stanislaw Kazuro   (Teklinopol, 1 d'agost de 1881 - Varsòvia, 30 de novembre de 1961) fou un compositor i director d'orquestra polonès.
Kazuro va estudiar al Conservatori de Varsòvia amb Z. Noskowski i M. Surzyński, a l'Accademia di Santa Cecilia de Roma amb G. Sgambatti i a París amb V. d'Indy. Aquí també va escoltar conferències sobre història de la música i filosofia a la Sorbona.
El 1914 va tornar a Varsòvia i es va convertir en organista a l'església de la Trinitat. Al mateix temps, va organitzar l'òpera Ludowa. A partir de 1916 va ser director de la Filharmònica de Varsòvia. Al mateix temps va fundar un cor, amb el qual realitza obres de compositors polonesos i italians dels segles xvi i xvii.
De 1917 a 1939 Kazuro va ser professor de solfeig al Conservatori de Varsòvia, on també va ensenyar direcció, contrapunt i cant. El 1920 va participar com a oficial en la Guerra Polònia-Soviètica. El 1922 fundà amb els estudiants de la Universitat de Varsòvia, el Polska Kapela Ludowa, un cor amb el qual va fer gires per Polònia i va gravar diversos registres.
El 1927, Kazuro va establir una facultat d'educació musical al Conservatori de Varsòvia. De 1930 a 1931 va ser director del seminari de professors de música. Durant la Segona Guerra Mundial, va dirigir un conservatori secret a Varsòvia. Després de la supressió de l'aixecament de Varsòvia, Kazuro es va traslladar a Cracòvia. El 1945, va liderar la reconstrucció del Conservatori de Varsòvia, que va ser restablit el 1946 sota el nom de Państwowa Wyższa Szkoła Muzyczna i el rector del qual va ser fins a 1951.
A més de les seves composicions, Kazuro va publicar diversos llibres de text. Ell mateix va escriure el llibret de la seva òpera Powrót i va escriure algunes obres literàries, inclosa la novel·la Professor Zubrewicz i jego trzej wychowańcy (1926).